# Municipio de Acambay
El Municipio de Acambay es uno de los 125 municipios en que está dividido políticamente el Estado de México, México. Se ubica dentro de la Región Atlacomulco y en el Valle del Mezquital. Su cabecera es la localidad de Acambay, según el censo del 2020, tiene una población de 5,988 habitantes.

## Etimología
Una de las teorías sobre el nombre Acambay se basa en documentos antiguos en los cuales se menciona que a esta zona se le llamaba en lengua Otomí Cambay o Cabaye, lo que se puede traducir como “Peñascos de Dios” (okha= “Dios”, mbaye= “Peña”).

## Geografía
El municipio de Acambay de Ruiz Castañeda se encuentra localizado en el noroccidente del Estado de México, en la región Atlacomulco. Sus coordenadas extremas son 19°84′-20°8′ latitud norte y 100°8′-99°70′ longitud oeste, y su extensión territorial es de 464.47 km² (kilómetros cuadrados), lo que lo convierte en el 10.º municipio más grande del Estado de México.
Colinda al norte con el municipio de Amealco de Bonfil del estado de Querétaro y el municipio de Aculco; al este con los municipios de Aculco y Timilpan; al sur con los municipios de Timilpan, Atlacomulco y Temascalcingo; al oeste con el municipio de Temascalcingo.

### Orografía
El área es bastante irregular ya que tiene cerros, formaciones montañosas muy erectas, profundas barrancas o extensos y suaves valles, la altitud está entre 2300 y 3400 m s. n. m. Entre los valles más importantes están: San Lucas (flanqueado en sus partes norte y sur por montañas), Boshí, Gonzdá y Tixmadejé.
Las montañas y mesetas ocupan casi dos terceras partes de la superficie total del municipio. Es de citarse la cadena montañosa que dentro del municipio se denomina como: Madoagostadero, o lo que en otros términos es la cadena tarasco-nahua, que cruza el municipio de este a oeste y tiene una longitud de 47 km y una anchura de al menos 2.5 km. En esta cadena destacan por su altura los cerros El Pelón, a aproximadamente 3400 m s. n. m., peña Redonda y peña Larga o Picuda de 3230 m s. n. m.
También se encuentran los cerros: Las Palomas, El Colmilludo, San Antonio, Dongú, La Cumbre, La Manga, Gordo, San Lucas, Pueblo Nuevo, Cati, El Gato, Cruz Alta, Boshí, Guadalupe y Guardamonte.
Se encuentra en las provincias fisográficas Lagos y Volcanes de Anáhuac (79.89%), Llanuras y Sierras de Querétaro e Hidalgo (15.07%) y Mil Cumbres (5.04%).

### Hidrografía
Dentro del municipio existen corrientes de agua perennes, es decir con caudal constante o agua continua los principales son el Río Las Adjuntas, Arroyo El Tejocote y El Rancho. El Río Las Adjuntas llega a tener una capacidad de hasta un metro cúbico en invierno y presenta una red de arroyos de corriente ocasional que se forman durante la temporada de lluvias, con lo que se alimentan depósitos, bordos, y presas así como la gran laguna de Huapango. Entre las corrientes de agua intermitentes que se encuentran en el municipio están La Toma, Cargadero, La Tinaja, Arroyo Las Tinas, Chuparrosa, Grande, El Campamento, El Paile, Buenavista, Los Laureles, El Gallo, Los Álamos, Tepozán, El Salto, Boshi, El Tinajal, Agua Limpia, Hondiga, Hondo, Tierra Blanca y Los Terreros
Existen varios manantiales que surten de agua a algunas comunidades, como el hermoso Valle de los Espejos, el cual es una depresión que contiene un promedio de 150 bordos que alimentan la zona agrícola del valle de Acambay.
Parte de la laguna de Huapango pertenece al municipio y cuenta con capacidad para almacenar más de 12 millones de metros cúbicos de agua. Existe también la Laguna de San Lucas (San Juanico) con agua intermitente.

### Clima
Hay definidos tres tipos de climas Templado subhúmedo con lluvias en verano, de mayor humedad (88.43%), semifrío subhúmedo con lluvias en verano, de mayor humedad (7.04%) y templado subhúmedo con lluvias en verano, de humedad media (4.53%).

La temperatura media anual del municipio es de 14.2 grados Celcius. La precipitación pluvial oscila entre 900 y 1000 mm anuales.
| Parámetros climáticos promedio de Acambay | Parámetros climáticos promedio de Acambay | Parámetros climáticos promedio de Acambay | Parámetros climáticos promedio de Acambay | Parámetros climáticos promedio de Acambay | Parámetros climáticos promedio de Acambay | Parámetros climáticos promedio de Acambay | Parámetros climáticos promedio de Acambay | Parámetros climáticos promedio de Acambay | Parámetros climáticos promedio de Acambay | Parámetros climáticos promedio de Acambay | Parámetros climáticos promedio de Acambay | Parámetros climáticos promedio de Acambay | Parámetros climáticos promedio de Acambay |
| Mes                                       | Ene.                                      | Feb.                                      | Mar.                                      | Abr.                                      | May.                                      | Jun.                                      | Jul.                                      | Ago.                                      | Sep.                                      | Oct.                                      | Nov.                                      | Dic.                                      | Anual                                     |
| ----------------------------------------- | ----------------------------------------- | ----------------------------------------- | ----------------------------------------- | ----------------------------------------- | ----------------------------------------- | ----------------------------------------- | ----------------------------------------- | ----------------------------------------- | ----------------------------------------- | ----------------------------------------- | ----------------------------------------- | ----------------------------------------- | ----------------------------------------- |
| Temp. máx. abs. (°C)                      | 28.0                                      | 29.0                                      | 34.0                                      | 33.0                                      | 34.0                                      | 32.0                                      | 31.0                                      | 29.0                                      | 28.0                                      | 29.0                                      | 32.0                                      | 28.0                                      | 34.0                                      |
| Temp. máx. media (°C)                     | 20.3                                      | 22.0                                      | 24.1                                      | 25.6                                      | 25.3                                      | 23.3                                      | 21.7                                      | 21.9                                      | 21.5                                      | 21.2                                      | 21.3                                      | 20.3                                      | 22.4                                      |
| Temp. media (°C)                          | 11.1                                      | 12.4                                      | 14.5                                      | 16.1                                      | 16.4                                      | 15.8                                      | 15.0                                      | 15.0                                      | 14.7                                      | 13.8                                      | 12.5                                      | 11.5                                      | 14.1                                      |
| Temp. mín. media (°C)                     | 1.8                                       | 2.8                                       | 4.9                                       | 6.5                                       | 7.5                                       | 8.4                                       | 8.2                                       | 8.1                                       | 7.8                                       | 6.4                                       | 3.8                                       | 2.7                                       | 5.7                                       |
| Temp. mín. abs. (°C)                      | -8.0                                      | -5.0                                      | -5.0                                      | 0.0                                       | 0.0                                       | 1.0                                       | 3.0                                       | 2.0                                       | -2.0                                      | -3.0                                      | -7.0                                      | -5.0                                      | -8.0                                      |
| Precipitación total (mm)                  | 19.2                                      | 8.9                                       | 10.1                                      | 31.6                                      | 55.0                                      | 150.9                                     | 173.6                                     | 155.3                                     | 134.7                                     | 77.4                                      | 15.6                                      | 13.7                                      | 846.0                                     |
| Fuente:                                   |                                           |                                           |                                           |                                           |                                           |                                           |                                           |                                           |                                           |                                           |                                           |                                           |                                           |

### Flora
Toda la superficie del municipio es rica en lo que a flora se refiere, ya que en todas las comunidades se cultivan y producen grandes cantidades y tipos de árboles y plantas, para cubrir muchas necesidades. Entre ellas podemos nombrar a las más importantes: Pino, cedro, ocote, encino, fresno, eucalipto, y sauce, además de frutales como: Manzanos, perales capulín, higo, tuna, ciruelo y tejocote.
Se tiene también: Agave, berros, carrizo, verdolaga, tule, toloache, yerbabuena, manzanilla, gordolobo, cedrón.

### Fauna
Las especies sobresalientes son: Conejo, coyote, zorrillo, armadillo, zorra, camaleón, serpientes varias, cerdo, caballo, asno, perro, etc. siendo ésta una pequeña parte de la gran variedad que existe.

## Economía
Destacan los sectores secundario y terciario. En 2012 el municipio registraba 1,017 unidades económicas.
Destacan los comercios al por menor con el 39.4%, la industria manufacturera representa el 27.43%, mientras que aquellos dedicados a la agricultura y cría de animales conforman el 1.08%. 

## Demografía
El municipio aunque no es de gran extensión cuenta con muchos pueblos que le proveen identidad y riqueza cultural. Sobre todo porque estos fueron esenciales para que españoles e indígenas dieran pie al mestizaje; observable no solo en la apariencia de sus habitantes, si no en sus costumbres y tradiciones, enlazando así la sabiduría indígena con las ideas europeas.

### Localidades
Santa María Tixmadejé
Pueblo antiguo fundado en las faldas de un majestuoso cerro decorado con peñascos y vegetación típica del clima templado. Se distingue sobre todo por sus fiestas; presentes prácticamente todo el año. Estas van desde el día de reyes (6 de enero), 15 de agosto, 12 de diciembre, entre otras más.
Si bien no es muy célebre en otros estado del país, es rico en tradiciones; identificables fácilmente en su comida basada en mole de guajolote, arroz, tamales, pulque, tortillas y maíz (sobre todo este grano, ya que es base de su economía y alimentación). Otro sello distintivo son sus manantiales de agua cristalina que le proveen del recurso vital para fomentar la agricultura.
La Soledad
Además existen otros como:
Pueblo Nuevo: bastante conocido por artesanías como la elaboración de diferentes artículos de popote de trigo como sombreros, bolsos, cristos, abanicos, etc. También destacan la elaboración de bolsas de plásticos. y por tener una de las mejores fiestas celebrada el 8 de diciembre en onor a la virgen de la concepción así como sus posadas siendo mejores por encima de municipio.
San Pedro de los Metates: es uno de sus pueblos que aun elabora molcajetes y metates en diferentes figuras de piedra volcánica.
La Loma: comunidad próspera sobre todo porque mucha de su población migra hacia los Estados Unidos para conseguir una mejor calidad de vida.

## Datos generales
Presidente municipal: Maribel "Munra" Alcántara 2022-2024
EXPRESIDENTES MUNICIPALES Y PRESIDENTE ACTUAL DESDE EL AÑO
1832 A 2015.
NOMBRE				PERIODO
Brigido Ríos				1832-1833
Jesús Serrano Ruiz			1858-1859
Felipe García				1870 - 1871
Marciano Alvarado Robles			1898
Andrés Paredes				1897
Felipe García				1900 - 1901
Pablo Herrera de la Vega			1902
Jesús Cano				1903
Pablo Herrera de la Vega			1904
Antonio Ruíz				1905
Jesús Cano				1906
Eufemio Arcos				1907
José María del Mazo			1908
Honorato Serrano Navarrete		1909
José Ríos Méndez			1910
Néstor Peña				1911
Pablo Herrera de la Vega			1912
José Ríos Méndez			1913
Rufino Cano				1914
Manuel Colín				1915
Severiano Peña				1916
Manuel F. Alcántara Flores		1917
Febronio Peña				1918
Gonzalo del Castillo 			1919
Antonio Ruíz Martínez			1919
José Ríos Méndez			1920
Febronio Peña				1920
Severiano Peña				1921
Galo del Mazo				1922
Severiano Peña				1923
Manuel Huitron				1923
Galo del Mazo				1924
Honorato Serrano Navarrete		1924
Manuel F. Alcántara Flores		1925
Daniel Herrera				1926
Pablo Alvarado				1926
Asunción Peña				1926
Amado Ruíz Castañeda			1927
Adolfo Garduño 				1927
Pablo Alvarado				1928
Salvador Peña				1929
Honorato Serrano Navarrete		1930 - 1931
Amado Ruíz Castañeda			1931
Ángel Colín Miranda			1932 y 1933
Antonio Castañeda			1934 y 1935
Hermelindo Rojas			1936 y 1937
José Trinidad Rojas			1938 y 1939
Hermelindo Rojas			1940 y 1941
Ernesto Pérez				1942 y 1943
Juan del Mazo López			1944 y 1945
Ubaldo Soto				interino 1946
Manuel Alcantara Miranda		1946 a 1948
Fidel Colín				1949 a 1951
Alberto Peña Arcos			1952 a 1954
Rafael Peña Peña			1955 a 1957
Jesús Alcántara Miranda		1958 a 1960
Mayolo del Mazo Alcántara		1961 a 1963
Reveriano Martínez Cano	interino		1961 a 1963
Maclovio Ruiz Peña			1964 a 1966
Rafael Peña Peña			1967 a 1969
Roque Peña Arcos			1970 a 1972
Salud Ríos de Rivera			1973 a 1975
Maclovio Ruiz Peña			1976 a 1978
Mayolo Alcántara Sánchez		1979 a 1981
Enrique Alcántara Guzmán		1982 a 1984
Otilio Plata García			1985 a 1987
Humberto Contreras Islas			1988 a 1990
Salvador Navarrete Cruz			1991 a 1993
Humberto Polo Martínez			1994 a 1996
José Elías Sánchez Martínez		1997 a 1999
Jesús Alcántara Núñez		2000 a 2003
Irineo Ruíz González			interino 2003
Fernando Valentín Valencia 		2003-2006
Ariel Peña Colín 			2006-2009
Salvador Navarrete Cruz			2009-2012
Irineo Ruíz González			2012-2015
Magdalena Peña Mercado                  2015-2018
Esperanza Dolores González Martínez (Morena)     2019-2021
Maribel Alcántara Núñez 2022-2024

## Educación
Educación básica
Primarias en prácticamente todo el territorio, destacando; Primaria Alfredo del Mazo en la cabecera municipal.
Secundarias oficiales tales como la Escuela secundaria oficial n.º 0182 “Vasco de Quiroga” en Tixmadejé, La Escuela secundaria oficial “Ignacio Manuel Altamirano”, la secundaria técnica, entre otras.
Educación media Existen un reducido número de bachilleratos pero los presentes cubren razonablemente la demanda de educación a este nivel. Se destacan entre ellos el Centro Universitario de Acambay “Juan del Mazo López”, El Centro de Bachillerato Tecnológico agropecuario, la nueva preparatoria de la comunidad de Tixmadejé, la Escuela Preparatoria de Acambay, el instituto de alergias “Dr. Maximiliano Ruiz Castañeda”,  el colegio de estudio científicos y tecnológicos del estado de México (CECyTEM) Plantel Acambay ubicado el la comunidad de Ganzdá entre otras.
Educación superior
Hay varias universidades jóvenes en experiencia y tiempo de creación, tal como la recién inaugurada Universidad Mexiquense del Bicentenario unidad acambay donde se ve un municipio próspero y en crecimiento 
Aportación: Su fiesta es el 29 de septiembre y se festeja a San Miguel Arcángel, todos sus pueblos aledaños se reúnen para festejar a este santo, vienen haciendo bailes y otros rituales típicos y otra fecha principal es el 21 de marzo por la llegada de la primavera o equinoccio de primavera(festival del quinto sol), esta celebración se festeja en el Centro Ceremonial de huamango, esta zona arqueológica es aledaña a la cabecera de Acambay. Este evento es muy visitado por la creencia de que los primeros rayos del sol de primavera son limpios y llenan de pureza.
Fuentes: Museo regional de Acambay

## Vías de comunicación
La más importante es la carretera panamericana que cruza la cabecera municipal y que le da vida económica, social y turística
Actualmente se realiza la construcción de un libramiento para el tránsito de vehículos.
También se cuenta con acceso a la carretera Arco Norte que comunica las principales autopistas del centro del país como es la México- Querétaro y Atlacomulco - México. Esta autopista Inicia entre Acambay y Atlacomulco y termina un poco antes de llegar a Puebla.

## Lenguas
Existen más de 8,000 habitantes en Acambay quienes hablan alguna lengua indígena, principalmente otomí y náhuatl. El 25% de la población es bilingüe, hablando tanto español así como una lengua indígena, el 5% habla una lengua indígena solamente y el resto, un 70% de la población habla solamente español. Sobresale el poblado de la SOLEDAD ya que se cuenta que es uno de los poblados iniciadores del municipio de Acambay.